# 678 v.Chr.

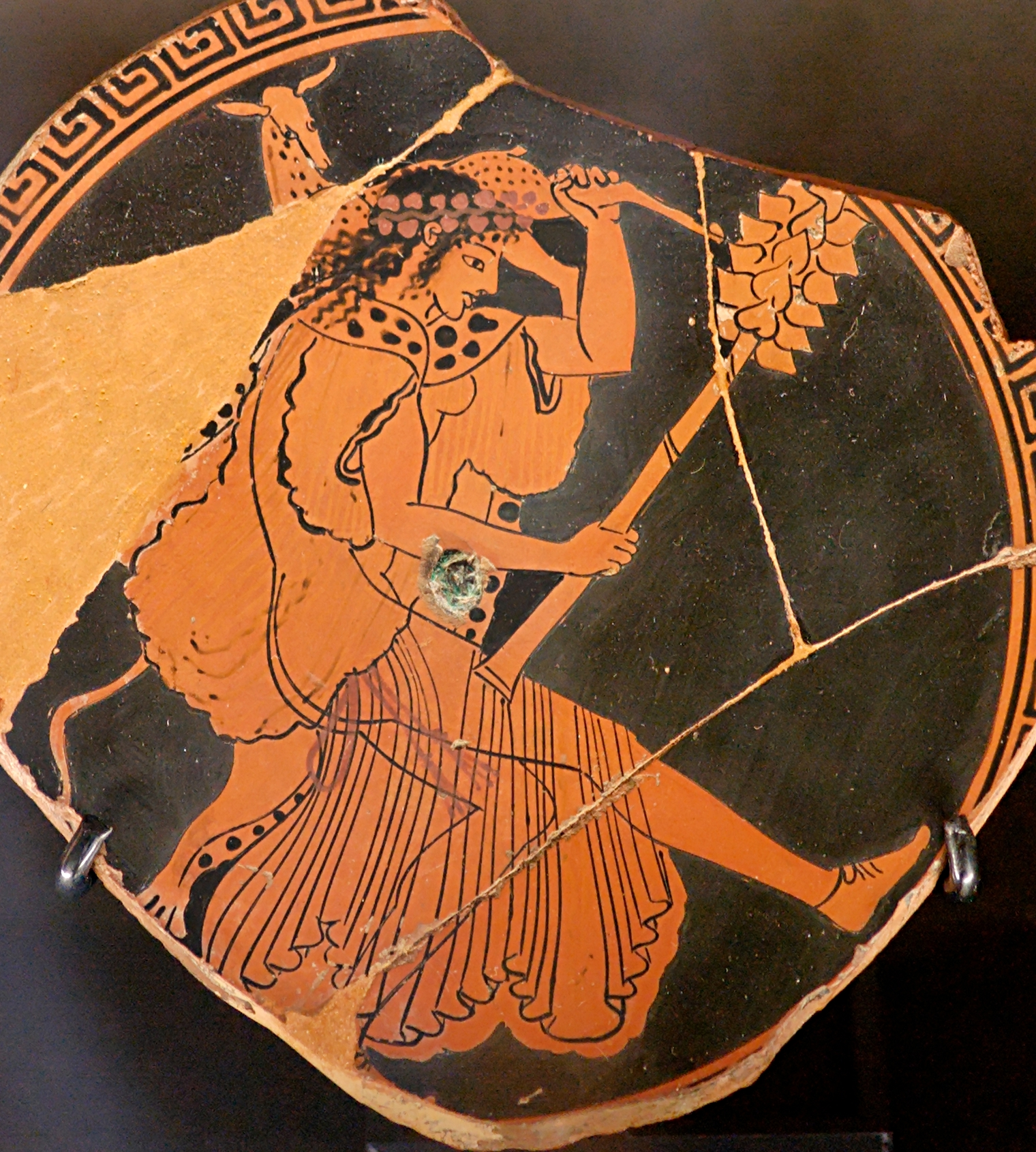
Koning Argaeus I (r. 678 - 640 v.Chr.)

Het jaar 678 v.Chr. is een jaartal volgens de christelijke jaartelling.

## Gebeurtenissen

### Griekenland
- Koning Argaeus I (r. 678 - 640 v.Chr.) volgt zijn vader Perdiccas I op en bestijgt de troon van Macedonië.

## Overleden
- Perdiccas I, koning van Macedonië